# Giovanna Sesto
Giovanna Sesto (7 gennaio 1934) è un'ex cestista italiana.

## Carriera
Con l'Italia ha disputato due edizioni dei Campionati europei (1956, 1960).